# 1971年のヤクルトアトムズ
1971年のヤクルトアトムズ（1971ねんのヤクルトアトムズ）では、1971年のヤクルトアトムズの動向をまとめる。
この年のヤクルトアトムズは、三原脩監督の1年目のシーズンである。

## 概要
前年の惨敗から巻き返しをはかるチームは松園オーナーが前年まで近鉄の監督だった三原脩を新監督に、三原の娘婿でもある中西太をヘッドコーチに招聘してチーム再建に着手。またユニフォームもそれまでの赤と青主体から、黒とオレンジに変更され巨人風のスタイルに変更された。投手陣ではエース松岡弘と浅野啓司に加え、二刀流の外山義明、さらに石岡康三などが活躍。打線もルーキーの若松勉が三原監督や中西ヘッドコーチの指導もあって規定打席不足ながら3割を打ち、後半戦からはレギュラーに定着した。このほかにも4番のデーブ・ロバーツ、前年盗塁王の東条文博なども活躍した。チームは前半戦を首位巨人から11.5ゲーム差の2位で折り返したが、後半戦以降は負けが込んで最後は息切れ。結局2年連続の最下位で終わったものの前年より借金を大きく減らしたことで選手に自信がつき（前年は借金59だったのがこの年は借金20）、翌年からの2年連続4位につながった。シーズン中の主な出来事としては5月12日に荒巻淳投手コーチが肝硬変で死去。8日後の5月20日には会田照夫が広野功に代打逆転満塁サヨナラ本塁打を被弾。さらに5月25日にはエース浅野が長嶋茂雄に2000本安打を献上。投手陣は前年の3.78から3.03へと防御率が改善されたほか、打撃陣はロバーツ、若松の活躍もありチーム打率がリーグ2位の.234となったが、本塁打は94本でリーグ4位に終わった。

## チーム成績

### レギュラーシーズン
| 1 | 左 | 丸山完二 |
| 2 | 遊 | 東条文博 |
| 3 | 二 | 武上四郎 |
| 4 | 一 | ロバーツ |
| 5 | 中 | 福富邦夫 |
| 6 | 右 | 大塚徹   |
| 7 | 捕 | 大矢明彦 |
| 8 | 三 | 城戸則文 |
| 9 | 投 | 松岡弘   |

| 順位 | 4月終了時 | 4月終了時 | 5月終了時 | 5月終了時 | 6月終了時 | 6月終了時 | 7月終了時 | 7月終了時 | 8月終了時 | 8月終了時 | 最終成績 | 最終成績 |
| ---- | --------- | --------- | --------- | --------- | --------- | --------- | --------- | --------- | --------- | --------- | -------- | -------- |
| 1位  | 巨人      | --        | 巨人      | --        | 巨人      | --        | 巨人      | --        | 巨人      | --        | 巨人     | --       |
| 2位  | 大洋      | 4.5       | 広島      | 4.5       | 広島      | 8.0       | ヤクルト  | 10.0      | 大洋      | 10.0      | 中日     | 6.5      |
| 3位  | 阪神      | 6.0       | 大洋      | 7.5       | ヤクルト  | 9.0       | 中日      | 12.0      | 広島      | 10.5      | 大洋     | 8.0      |
| 4位  | ヤクルト  | 6.0       | ヤクルト  | 9.5       | 中日      | 10.0      | 広島      | 12.5      | 中日      | 10.5      | 広島     | 8.0      |
| 5位  | 中日      | 6.5       | 中日      | 10.0      | 阪神      | 11.5      | 大洋      | 14.0      | 阪神      | 11.0      | 阪神     | 12.5     |
| 6位  | 広島      | 7.0       | 阪神      | 10.5      | 大洋      | 12.5      | 阪神      | 14.5      | ヤクルト  | 12.0      | ヤクルト | 19.0     |

| 順位 | 球団             | 勝 | 敗 | 分 | 勝率  | 差   |
| 1位  | 読売ジャイアンツ | 70 | 52 | 8  | .574  | 優勝 |
| 2位  | 中日ドラゴンズ   | 65 | 60 | 5  | .520  | 6.5  |
| 3位  | 大洋ホエールズ   | 61 | 59 | 10 | .5083 | 8.0  |
| 4位  | 広島東洋カープ   | 63 | 61 | 6  | .5081 | 8.0  |
| 5位  | 阪神タイガース   | 57 | 64 | 9  | .471  | 12.5 |
| 6位  | ヤクルトアトムズ | 52 | 72 | 6  | .419  | 19.0 |

## オールスターゲーム1971
| ファン投票 | 大矢明彦 | 武上四郎 | 福富邦夫 |
| 監督推薦   | 松岡弘   | ロバーツ |          |

## できごと
- 5月12日 - 1軍投手コーチの荒巻淳が肝硬変のため急逝。
- 8月22日 - 大洋戦で先発の外山義明は1番打者で出場。しかし、2回と持たずKO。「投手で1番打者」は1944年8月14日、阪急軍の山田伝（本業は外野手）が産業軍（現：中日ドラゴンズ）で1番打者になって以来27年強振り。この後2016年7月3日の「北海道日本ハム×福岡ソフトバンク」戦で、北海道日本ハムの大谷翔平が1番打者になるまで、「投手で1番打者」は45年間存在しなかった。

## 表彰選手
| リーグ・リーダー |
| ---------------- |
| 受賞者なし       |

| ベストナイン |
| ------------ |
| 選出なし     |

## ドラフト
| 順位 | 選手名     | ポジション | 所属           | 結果                 |
| ---- | ---------- | ---------- | -------------- | -------------------- |
| 1位  | 杉山重雄   | 投手       | 駒澤大学       | 入団                 |
| 2位  | 榎本直樹   | 投手       | 北海道拓殖銀行 | 入団                 |
| 3位  | 尾崎健夫   | 投手       | 徳島・海南高   | 拒否                 |
| 4位  | 益川満育   | 外野手     | 日本熱学       | 入団                 |
| 5位  | 渡辺孝博   | 投手       | 日立製作所     | 入団                 |
| 6位  | 安田猛     | 投手       | 大昭和製紙     | 入団                 |
| 7位  | 松岡清治   | 投手       | 修徳高         | 入団                 |
| 8位  | 尾崎亀重   | 捕手       | 電電東京       | 入団                 |
| 9位  | 水谷新太郎 | 内野手     | 三重高         | 入団                 |
| 10位 | 高松勇好   | 内野手     | 日本鉱業日立   | 拒否                 |
| 11位 | 藤沢公也   | 投手       | 日本鉱業佐賀関 | 拒否                 |
| 12位 | 小林国男   | 投手       | 西濃運輸       | 翌年シーズン後に入団 |

この年は12名指名し10名入団、入団しなかった3位の尾崎健夫は実兄・尾崎将司同様、プロゴルファーとなる。